# Got Live If You Want It!
Got Live If You Want It! är ett livealbum av The Rolling Stones, utgivet 1966 i USA. Det gavs inte ut i Storbritannien, där dock en EP med samma namn, men annat innehåll, givits ut ett år tidigare.
LP:n gavs ut för att uppfylla kontraktsåtaganden gentemot Stones amerikanska distributör London Records. Trots att gruppen ansåg den vara en överflödig utgivning återkom flera av spåren på B-sidan av det 1971 utgivna Gimme Shelter, ett album som inte har något att göra med konsertfilmen från 1970. Första sidan av Gimme Shelter utgjordes av tidigare släppta studiospår från 1966-69. Även Gimme Shelter har ofta räknats som en mellanskiva som Stones kastade till skivbolaget, i detta fall Decca.
Albumet är det enda officiella livealbum som givits ut där Brian Jones är med i gruppen. De flesta spåren spelades in på ett uppträdande i Royal Albert Hall i London samma år som albumet släpptes. Det har senare visat sig att några spår inte är inspelade live utan har pålagda "publikljud". Albumet brukar heller inte rekommenderas på grund av sin dåliga och primitiva ljudupptagning, detta har dock rättats till på nyare utgåvor.

## Låtlista
Alla låtar är skrivna av Mick Jagger och Keith Richards om inget annat namn anges
Sida 1
1. "Under My Thumb" - 2:53
2. "Get Off of My Cloud" - 2:54
3. "Lady Jane" - 3:08
4. "Not Fade Away" (Buddy Holly/Norman Petty) - 2:03
5. "I've Been Loving You Too Long" (Jerry Butler/Otis Redding) - 2:54
6. "Fortune Teller" (Naomi Neville/Benny Spellman) - 1:56

Sida 2
1. "The Last Time" - 3:07
2. "19th Nervous Breakdown" - 3:30
3. "Time Is on My Side" (Jerry Ragovoy) - 2:48
4. "I'm Alright" - 2:26
5. "Have You Seen Your Mother, Baby, Standing in the Shadow?" - 2:19
6. "(I Can't Get No) Satisfaction" - 3:04